# Слоуновский цифровой небесный обзор

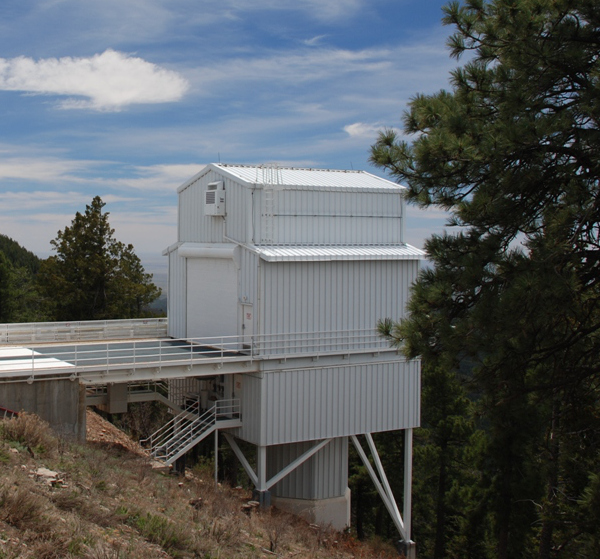
Здание, в котором расположен телескоп SDSS, обсерватория Апачи-Пойнт.

Sloan Digital Sky Survey (SDSS, с англ. — «Слоуновский цифровой небесный обзор») — проект широкомасштабного исследования многоспектральных изображений и спектров красного смещения звёзд и галактик при помощи 2,5-метрового широкоугольного телескопа в обсерватории Апачи-Пойнт в штате Нью-Мексико. Проект назван в честь фонда Альфреда Слоуна.
Исследования начались в 2000 году, в ходе работы проекта было проведено картографирование более 35 % небесной сферы с фотометрическими наблюдениями порядка 500 миллионов объектов и получением спектров более чем для 3 миллионов объектов. Среднее значение красного смещения по изображениям галактик составило 0.1; для ярких красных галактик вплоть до z=0,4, для квазаров до z=5. Наблюдения в рамках обзора способствовали обнаружению квазаров со сдвигом более 6.
Проект делится на несколько фаз: SDSS-I (2000—2005), SDSS-II (2005—2008), SDSS-III (2008—2014), SDSS-IV (2014—2020). Собранные в ходе обзоров данные публикуются в виде отдельных релизов (Data Release), последний из них, DR13 опубликован в августе 2016 года
В июле 2020 года после 20-летнего исследования астрофизики «Слоановский цифровой небесный обзор» опубликовали самую большую и подробную трехмерную карту Вселенной на сегодняшний день, заполнив 11-миллиарднолетний пробел в истории ее расширения и предоставив данные, которые поддерживает теорию плоской геометрии Вселенной и подтверждает, что разные области, кажется, расширяются с разной скоростью.
В этом исследовании собираются исходные данные для проекта Galaxy Zoo и MilkyWay@home.

## Наблюдения
SDSS (СЦНО) использует выделенный 2,5-метровый широкоугольный оптический телескоп. В 2000—2009 годах он получал и изображения и спектры. С 2009 года телескоп используется только для получения спектров.
Изображения снимались с помощью фотометрической системы из пяти фильтров, которые имеют названия u, g, r, i и z. Снятые изображения используются как для получения списка наблюдаемых объектов, так и для изучения различных параметров этих объектов, например, являются ли они точечными или протяжёнными (как галактика). Кроме того, ведутся исследования зависимости яркости на ПЗС к различным видам звёздной величины.
Для наблюдений телескоп СЦНО использует технику сканирования со сносом (drift scanning), отслеживая путь телескопа вдоль большого круга и постоянно записывая небольшие полосы небесной сферы. Изображения звезд в фокальной плоскости медленно двигаются вдоль ПЗС-сенсора, при этом электронным образом производится сдвиг заряда между детекторами с той же скоростью. Подобный метод позволяет наблюдать не только звезды на небесном экваторе, и предоставляет возможность астрометрических замеров в широком поле, минимизируя накладные расходы на чтения с детекторов. Недостатком техники являются незначительные искажения.
Камера телескопа состоит из тридцати ПЗС-фотоприёмников с разрешением 2048×2048 пикселов каждый, суммарным разрешением порядка 120 мегапикселов. Фотоприемники расположены в пять рядов по шесть чипов в каждом. Каждая строка имеет различные оптические фильтры с средними длинами волн от 355.1, 468.6, 616.5, 748.1 и 893.1 нм и позволяют наблюдать до 95 % объектов величин 22.0, 22.2, 22.2, 21.3 и 20.5 для фильтров U, G, R, I, Z соответственно. Фильтры расположены в следующем порядке: R, I, U, Z, G. Для снижения уровня шума камеры, приборы охлаждаются до 190 кельвинов (около −80 градусов Цельсия) при помощи жидкого азота.

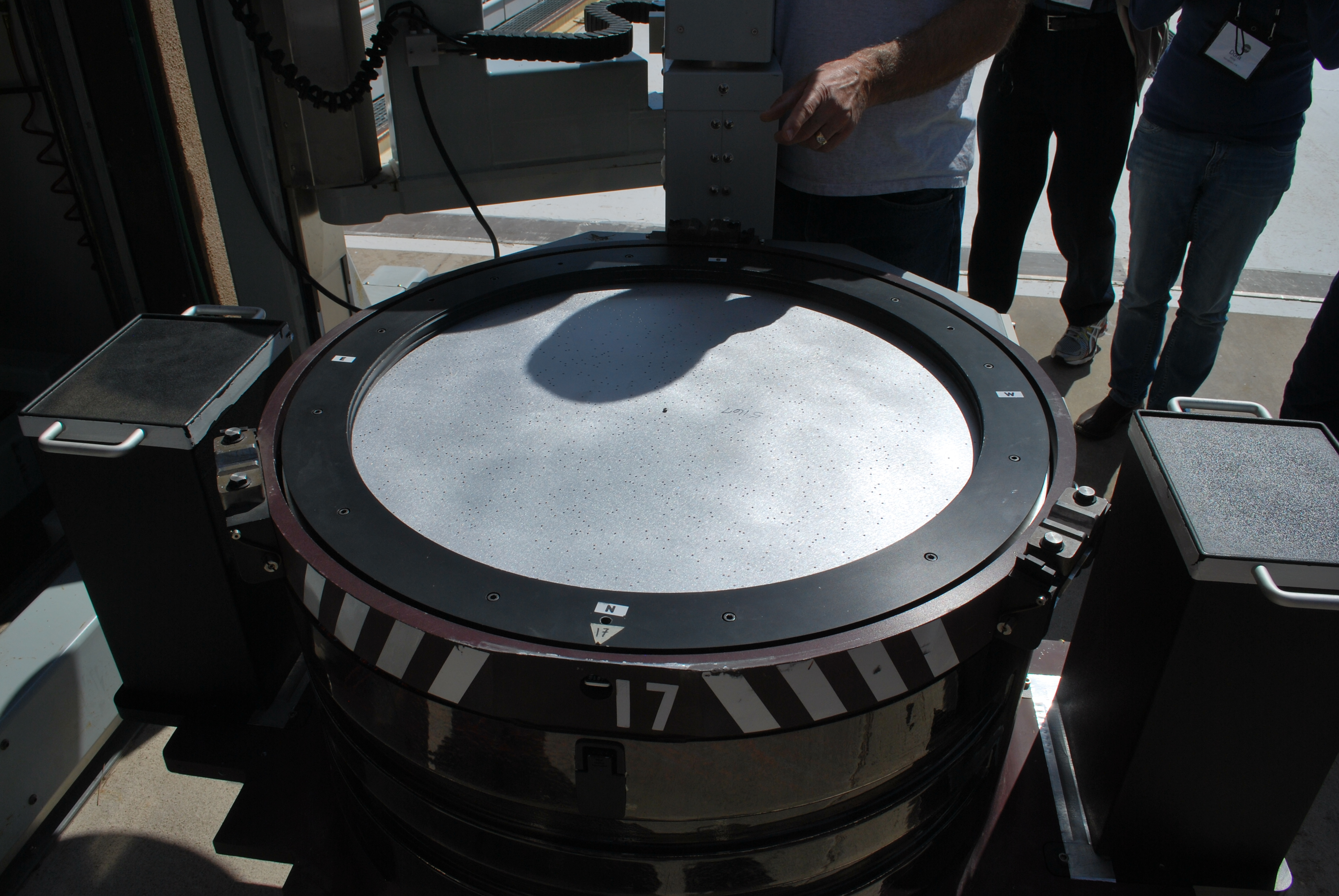
Картридж спектрографа

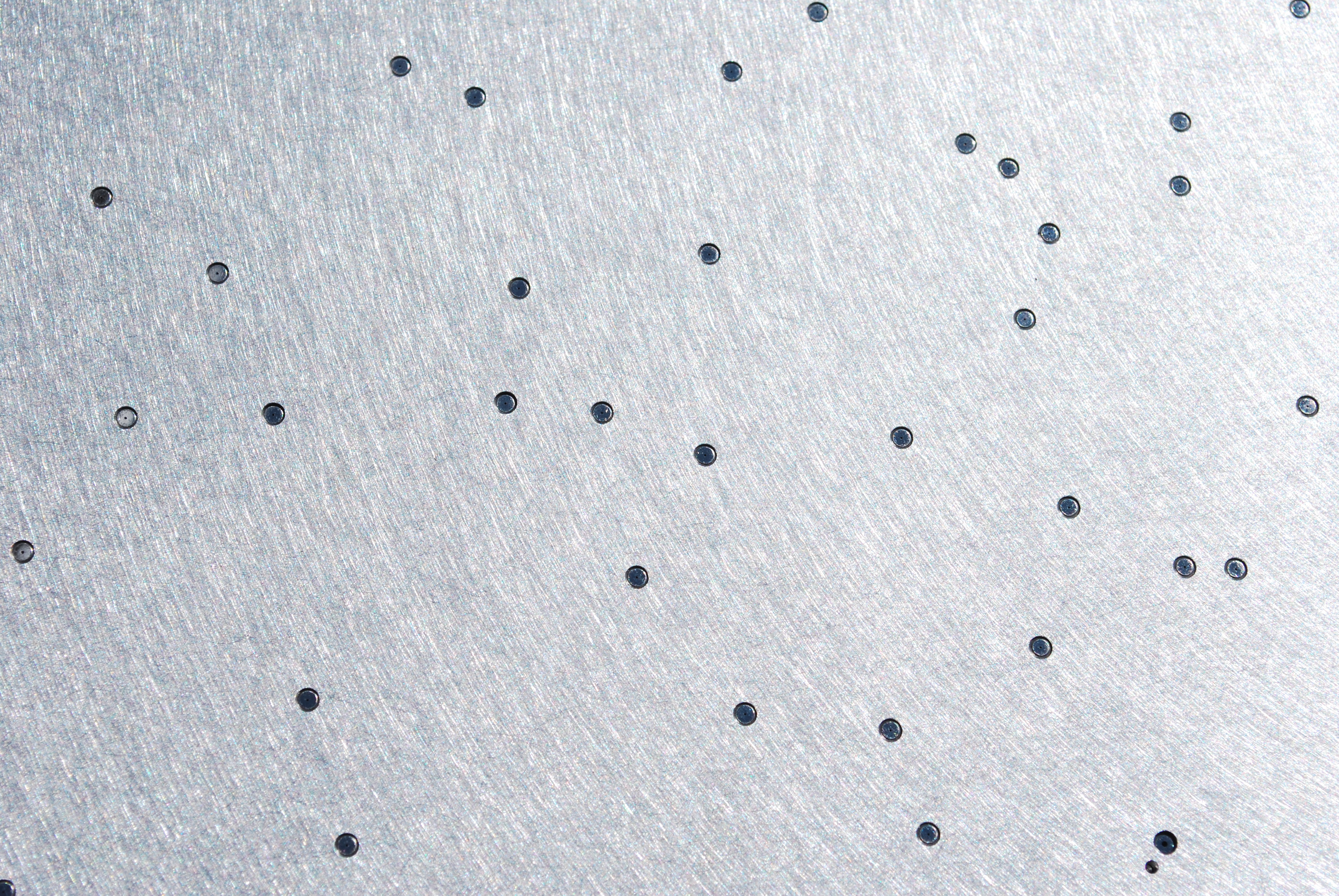
Сменный компонент спектрографа — алюминиевая пластина с отверстиями для волокон

Используя эти фотометрические данные, выбираются цели для спектроскопии: звезды, галактики, квазары. Спектрограф телескопа работает, подкармливая отдельные оптоволоконные кабели для каждой цели через отверстия, просверленные в алюминиевой пластине. Каждое отверстие спозиционировано для выбранной цели, поэтому все поле для сбора спектров требует новой уникальной пластины. Изначально спектрограф мог записывать одновременно до 640 спектров, но для SDSS III было проведено обновление до 1000 спектров. На протяжении каждой ночи обычно используется от 6 до 9 различных спектрозаписывающих пластин. В режиме спектографа телескоп отслеживает выбранный участок неба традиционной техникой, сохраняя фокусировку объектов на соответствующих торцах оптических волокон.
Каждую ночь телескоп получает порядка 200 гигабайтов данных.

## Проекты

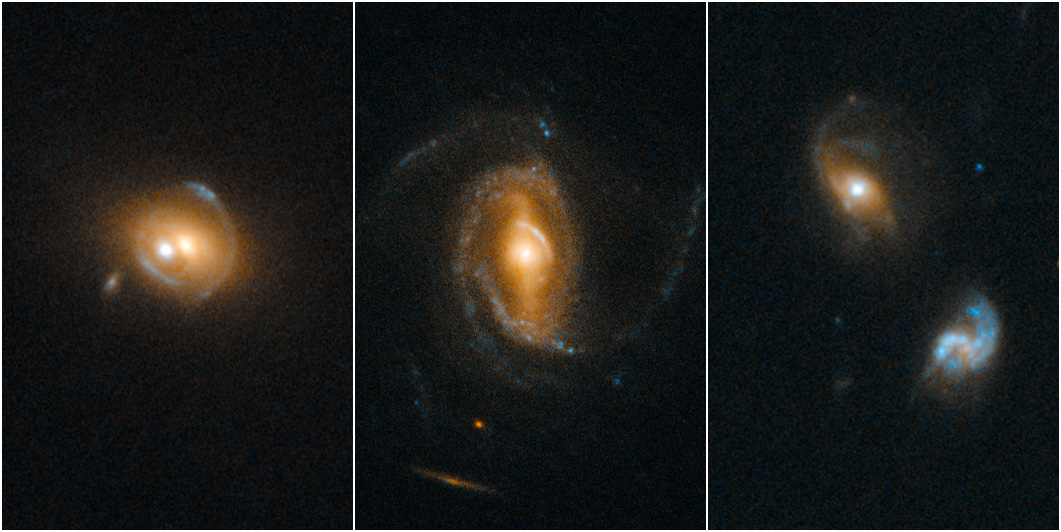
Квазар, выполняющий функцию гравитационной линзы. Для поиска таких случаев галактически-квазарного линзирования астрономы отобрали 23 тысячи спектров квазаров из данных СЦНО (2012).

### SDSS-I: 2000—2005
В течение первой фазы, в 2000—2005, SDSS снял более 8 тыс. квадратных градусов в 5 спектральных полосах. Были получены спектры галактик и квазаров из 5,7 тыс. квадратных градусов. Также были сделаны многократные (порядка 30) съемки 300 квадратных градусов области Southern Galactic Cap.

### SDSS-II: 2005—2008
С 2005 года обзор начал новую фазу, SDSS-II, в ходе которой проводились расширенные наблюдения для изучения структуры и звездного состава галактики Млечный путь. Проводились обзоры SEGUE и Sloan Supernova Survey, в ходе которых искались события сверхновых типа 1а для определения расстояний до удаленных объектов.

#### Sloan Legacy Survey
Обзор Sloan Legacy Survey покрывает более 7,5 тысяч квадратных градусов Northern Galactic Cap и включает в себя около 2 миллионов объектов и спектры 800 тысяч галактик и 100 тысяч квазаров. Собранная информация о расположении и расстоянии до объектов впервые позволила изучить крупномасштабную структуру Вселенной. Данные для обзора получены в ходе SDSS-I с некоторыми дополнениями от SDSS-II.

#### SEGUE
В обзоре SEGUE (Sloan Extension for Galactic Understanding and Exploration — с англ. — «расширение Слоуна для понимания и исследования галактики») были получены спектры 240 тысяч звезд с типичными лучевыми скоростями около 10 км/с для создания детальной трехмерной карты Млечного пути. Данные SEGUE включают в себя признаки возраста и состава звезд и сведения об их распределении в различных галактических компонентах.
В рамках проекта, в 23 килопарсеках от Солнца была открыта галактика-спутник Млечного Пути из рекордно плотной тёмной материи Segue 1.
Результаты SEGUE, в том числе звёздные спектры, изображения и каталог производных параметров были опубликованы в составе SDSS Data Release 7 (DR7).

#### Sloan Supernova Survey
Вплоть до 2007 года проводились наблюдения по проекту Supernova Survey, в ходе которого искались сверхновые типа 1а. Для этого производилось быстрое сканирование области размером в 300 квадратных градусов, при котором определялись переменные объекты и сверхновые. В 2005 году было обнаружено и подтверждено 130 сверхновых типа 1а, в 2006 — уже 197. В 2014 был выпущен каталог с 10258 переменными и транзиентными источниками, среди них 4607 объектов — подтвержденные или вероятные сверхновые (что делает каталог крупнейшим списком сверхновых).

### SDSS III: 2008—2014
С середины 2008 года действовал проект SDSS-III. В его ходе на одном телескопе с диаметром 2,5 метра проводилось одновременно четыре обзора.

#### APOGEE
Проект APOGEE (APO Galactic Evolution Experiment — с англ. — «эксперимент галактической эволюции APO») использует инфракрасную спектроскопию высокого разрешения и высоким соотношением сигнал-шум, чтобы наблюдать внутренние области галактики, скрытые космической пылью. APOGEE исследует около 100 тысяч красных гигантов. Обзор APOGEE позволит более чем в сто раз увеличить количество звезд, для которых известны высокоточные ИК-спектры (разрешение R ~ 20000 при λ ~ 1.6мкм, сингал-шум S/N ~ 100). APOGEE собирает данные с 2011 по 2014 год, первые публикации — июль 2013 года.

#### BOSS (Спектроскопический обзор барионных осцилляций)
Спектроскопический обзор барионных осцилляций (BOSS, Baryon Oscillation Spectroscopic Survey) создан для изучения и измерения скорости расширения вселенной. В его ходе производится изучение пространственного распределения так называемых luminous red galaxies (LRG) и квазаров. Обзор позволяет изучить неравномерность распределения масс, вызванную акустическими барионными осцилляциями в ранней вселенной.

#### MARVELS
В ходе проекта MARVELS (Multi-object APO Radial Velocity Exoplanet Large-area Survey) изучаются радиальные скорости 11 тысяч ярких звезд с помощью спектроскопического метода Доплера. Ожидается, что достигнутая точность позволит обнаружить множество экзопланет — газовых гигантов с периодами обращения от нескольких часов до двух лет. Используется телескоп SDSS и несколько новых многообъектных доплеровских измерителей.
Одной из основных целей проекта является сбор статистики о планетах-гигантах. Ожидается, что могут быть обнаружены планеты с массами от 0.5 до 10 масс Юпитера. На каждую из 11 тысяч звезд приходится порядка 25-35 наблюдений за 18-месячный период. Ожидается обнаружение 150—200 экзопланет. Проект начат осенью 2008 года и продолжался до весны 2014 года.

#### SEGUE-2
SEGUE-2 (Sloan Extension for Galactic Understanding and Exploration — с англ. — «расширение Слоуна для понимания и исследования галактики») планирует продолжить успех проекта SEGUE-1 (240 тысяч спектров) и получить спектры еще сотен тысяч звезд, расположенных на расстояниях от 10 до 60 килопарсек от Земли, в районе звездного гало галактики.
Совместные данные обзоров SEGUE-1 и SEGUE-2 позволяют изучить сложные кинематические и химические структуры галактического гало и диска.

### SDSS IV: 2014—2020
Текущий проект СЦНО, SDSS-IV, начат в 2014 году и продлится до 2020 года. В его рамках проводятся расширенные по точности космологические измерения ранней фазы космической истории (eBOSS), дополняется инфракрасный спектрометрический обзор галактики в северной и южной полусфере (APOGEE-2), и впервые используются спектрографы для получения пространственно-разрешенных карт отдельных галактик (MaNGA).

#### APO Galactic Evolution Experiment (APOGEE-2)
Звездный обзор Млечного пути из двух позиций: северной полусферы на APO, и южной полусферы на 2.5 м телескопе du Pont в Las Campanas.

#### extended Baryon Oscillation Spectroscopic Survey (eBOSS)
Расширенный обзор барионных осцилляций, изучение квазаров и галактик. Также включает подпрограммы обзора переменных объектов (TDSS) и рентгеновских источников (SPIDERS).

#### Mapping Nearby Galaxies at APO (MaNGA)
MaNGA (Mapping Nearby Galaxies at Apache Point Observatory) изучает детализированную внутреннюю структуру 10 тысяч ближайших галактик с применением пространственно разрешенной спектроскопии.

## Обозревательные возможности
Обзор охватывает более 7500 квадратных градусов Северного галактического полушария с данными почти о двух миллионах объектов и спектры более чем 800 000 галактик и 100 000 квазаров. Информация о позициях и расстояниях до объектов позволила получить представление о крупномасштабной структуре Вселенной.

## Доступ к данным
SDSS предоставляет доступ к данным через Интернет. SkyServer предоставляет набор интерфейсов для базового сервера Microsoft SQL Server. Спектры и изображения доступны при использовании интерфейсов, которые просты в использовании, так что, например, полноцветное изображение любого региона неба может быть получено из данных SDSS после предоставления серверу необходимых координат. Данные доступны для некоммерческого использования, без возможности записи. SkyServer также предоставляет ряд учебных пособий для людей с различными уровнями знаний в астрономии: начиная учащимися школьных учебных заведений, заканчивая профессиональными астрономами. DR8, выпущенный с января 2011 года является восьмым основным выпуском данных и предоставляет изображения, каталоги изображений, спектров и красного смещения с помощью различных поисковых интерфейсов.
Необработанные данные (перед этим были обработаны в базы данных объектов) также доступны через другие Интернет-сервера и в рамках программы NASA World Wind.
Режим просмотра неба в Google Earth включает в себя данные из SDSS для тех регионов, где такие данные имеются. Есть также KML плагины для SDSS фотометрии и спектроскопии слоёв, которые позволяют получить прямой доступ к SkyServer непосредственно из Google Sky.
Благодаря значительному вкладу технического сотрудника Джима Грея (англ. Jim Gray) от имени Microsoft Research совместно с проектом SkyServer, Microsoft WorldWide Telescope использует наработки SDSS и ряда других источников данных.
Данные SDSS также используются в проекте MilkyWay@home для создания точной трехмерной модели галактики Млечный Путь.

## Результаты
Вместе с публикациями, описывающими цифровой обзор неба, SDSS данные были использованы в большом количестве прочих публикаций на различные астрономические темы. На сайте SDSS имеется полный список публикаций о далёких квазарах в пределах наблюдаемой Вселенной, распределениях галактик, свойствах звёзд в нашей Галактике, а также такие темы, как тёмная материя и тёмная энергия во Вселенной.
30 июля 2012 года объявлено о том, что составлена крупнейшая в мире трёхмерная карта массивных галактик и черных дыр.

## Некоторые астрономические объекты, открытые SDSS
- SDSS J1539+0239
- SDSS J0946+1006
- 2006 SQ372
- SDSS J0100+2802